# سيريوس سام: المواجهة الثانية
`markdown

سيريوس سام: المواجهة الثانية (بالإنجليزية: Serious Sam: The Second Encounter) هي لعبة فيديو من نوع تصويب منظور الشخص الأول، طُوّرت بواسطة شركة كروتيم الكرواتية ونشرتها غاثيرنغ أوف ديفيلوبرز عام 2002. تُعد اللعبة الجزء الثاني في سلسلة سيريوس سام، وتأتي مباشرة بعد أحداث سيريوس سام: المواجهة الأولى.

## القصة
تتابع اللعبة مغامرة الجندي "سام سيريوس ستون"، الذي تتحطم مركبته الفضائية على الأرض أثناء رحلته من مصر القديمة إلى كوكب سيريوس. يجد نفسه مضطرًا للبحث عن الكأس المقدس لمواصلة رحلته عبر الزمن، ويواجه في طريقه جيوشًا من الكائنات المعادية في بيئات متنوعة.

## طريقة اللعب
يخوض اللاعب مغامرة خطية عبر مراحل تتنوع بين بيئات مغلقة وسهول مفتوحة، ويواجه موجات ضخمة من الأعداء باستخدام ترسانة موسعة من الأسلحة. تعتمد اللعبة على نفس نظام اللعب في الجزء الأول، مع إدخال عناصر جديدة مثل:
- أسلحة إضافية مثل قاذف اللهب ومدفع الليزر
- أنواع أعداء جديدة وزعماء أكثر تعقيدًا
- تحديات منصات (Platforming) تتطلب دقة في الحركة
- طور متعدد اللاعبين بنمط "مباراة الموت" (Deathmatch)

## التطوير
بدأ تطوير اللعبة فور الانتهاء من الجزء الأول، حيث عمل فريق موسّع في كروتيم على تحسين محرك اللعبة Serious Engine، والانتقال من البيئة المصرية القديمة إلى مواقع أكثر تنوعًا مثل أمريكا الوسطى، بلاد ما بين النهرين، والتبت. كانت المواجهة الثانية في البداية إضافة مصغّرة للجزء الأول، لكنها تحولت لاحقًا إلى إصدار مستقل، وصدرت رسميًا في فبراير 2002.

## الاستقبال النقدي
تلقت اللعبة مراجعات إيجابية عمومًا، حيث أُشيد بتحسيناتها مقارنة بالجزء السابق، خصوصًا في تنوع البيئات والأسلحة. إلا أن بعض النقاد أشاروا إلى غياب الابتكار واللمسات الإبداعية. نالت الموسيقى والتأثيرات الصوتية تقييمًا جيدًا، بينما أثارت تصميمات الزعماء آراء متباينة. اعتُبرت اللعبة ذات قيمة عالية مقابل السعر، واختيرت "لعبة الشهر" من قبل غيم سبوت في فبراير 2002، كما حصلت على لقب "أفضل لعبة ميزانية على الحاسوب" في نفس العام.

## الإصدارات اللاحقة
تم دمج المواجهة الثانية مع الجزء الأول في عدة حزم، منها إصدار خاص لمنصة إكس بوكس أطلقته شركة غوثام غيمز في نوفمبر 2002. بدلاً من إصدار جزء ثالث مباشر، طُرحت تكملة بعنوان سيريوس سام 2 في أكتوبر 2005.
في أبريل 2010، وبالتعاون مع شركة ديفولفر ديجيتال، أُعيد إصدار اللعبة بنسخة محسّنة تحت اسم Serious Sam HD: The Second Encounter، وتوفرت لاحقًا على إكس بوكس 360، ستاديا، نينتندو سويتش، بلاي ستيشن 4، وإكس بوكس ون. كما صدرت نسخة واقع افتراضي بعنوان Serious Sam VR: The Second Encounter في أبريل 2017.

## بوابات
قالب:بوابة ألعاب فيديو
قالب:بوابة تقنية المعلومات
قالب:بوابة عقد 2000
قالب:بوابة كرواتيا
قالب:بوابة خيال علمي
قالب:بوابة كوميديا

## تصنيفات
1. ↑  GOG.com (بالإنجليزية والألمانية والفرنسية والروسية), QID:Q1486288
2. 1 2  ستيم، SteamClient021, Package: 1726604483، API v020, Package: 1682723851، 12 سبتمبر 2003، QID:Q337535